# Verordnung (EG) Nr. 470/2009 über Rückstandshöchstmengen pharmakologisch wirksamer Stoffe in Lebensmitteln tierischen Ursprungs
Die Verordnung 470/2009 (EG) regelt die Höchstmengen pharmakologisch wirksamer Stoffe in Lebensmitteln tierischen Ursprungs und dient dem Verbraucherschutz. Die Verordnung ist für den Einsatz von Tierarzneimitteln in der Lebensmittelproduktion von grundlegender Bedeutung. Sie gilt nicht für Impfstoffe.

## Geschichte
Die Verordnung über die Schaffung eines Gemeinschaftsverfahrens für die Festsetzung von Höchstmengen für Rückstände pharmakologisch wirksamer Stoffe in Lebensmitteln tierischen Ursprungs, zur Aufhebung der Verordnung (EWG) Nr. 2377/90 und zur Änderung der Richtlinie 2001/82/EG und der Verordnung (EG) Nr. 726/2004 wurde vom Rat der Europäischen Union am 6. Mai 2009 beschlossen. Sie trat am 6. Juli 2009 in Kraft und ersetzt die Verordnung 2377/90 (EWG) über Höchstmengen für Tierarzneimittelrückstände in Nahrungsmitteln vom 26. Juni 1990.

## Inhalt
Die Kerninhalte der Verordnung 470/2009 (EG) sind:
- Verfahrensregelung zur Festsetzung von Höchstmengen für pharmakologisch wirksame Stoffe in Lebensmitteln tierischer Herkunft
- Anwendungsverbot für gemäß der Verordnung nicht oder aber als verboten eingestufte Stoffe mit Bezug auf Tiere, die der Lebensmittelgewinnung dienen
- Lebensmittelkontrolle anhand von Rückstandshöchstmengen und Referenzwerten
- Vermarktungsverbot belasteter Lebensmittel tierischer Herkunft

Folgende pharmakologisch wirksame Stoffe sind hinsichtlich einer Rückstandshöchstmengenfestsetzung relevant (Artikel 3, 9 und 19):
- Stoffe, die in EU-Tierarzneimitteln verwendet werden
- Stoffe, die im sogenannten „Therapienotstand“ eingesetzten Arzneimitteln und in Tierarzneimitteln aus Drittländern enthalten sind
- Stoffe, die in einem in der Tierhaltung verwendeten Biozid enthalten sind

Kein Tierarzneimittel darf ohne festgelegte Rückstandshöchstmenge für Nutztiere zugelassen werden. Die Anwendung von verbotenen oder nicht geprüften Stoffen in lebensmittelliefernden Tieren ist nicht erlaubt (Artikel 16). Die Lebensmittelüberwachung hat verbotene oder nicht geprüfte Stoffe anhand von Referenzwerten zu beurteilen, die Verordnung regelt auch die Verfahren zur Festsetzung solcher Referenzwerte (Artikel 18, 19). Sie legt Maßnahmen fest, wie bei einem Nachweis pharmakologisch wirksamen Substanzen in Lebensmitteln tierischer Herkunft zu verfahren ist (Artikel 24). Die Verordnung verbietet EU-weit die Vermarktung von Lebensmitteln tierischer Herkunft, bei denen Rückstandshöchstmengen oder Referenzwerte überschritten sind (Artikel 23).
Die Einstufung pharmakologisch wirksamer Stoffe wird durch die Europäische Kommission basierend auf den vom Ausschuss für Tierarzneimittel erarbeiteten Empfehlungen vorgenommen; sie sind in einer separaten Verordnung aufgeführt (Verordnung (EU) Nr. 37/2010 über pharmakologisch wirksame Stoffe und ihre Einstufung hinsichtlich der Rückstandshöchstmengen in Lebensmitteln tierischen Ursprungs). Ausgenommen von der Verordnung sind nicht pharmakologisch aktive Substanzen wie beispielsweise Hilfsstoffe und bestimmte Stoffe natürlichen Ursprungs.

## Geregelte Wirkstoffe
Die am 20. Januar 2010 in Kraft getretene Verordnung (EU) Nr. 37/2010 über pharmakologisch wirksame Stoffe und ihre Einstufung hinsichtlich der Rückstandshöchstmengen in Lebensmitteln tierischen Ursprungs enthält abweichend von der alten Systematik der Verordnung (EWG) Nr. 2377/90 mit vier Anhängen eine vereinfachte Auflistung: Es existiert nunmehr nur ein Anhang, der in zwei getrennte Tabellen aufgeteilt ist.
Die erste Tabelle umfasst die erlaubten Stoffe (ehemals Anhänge I, II und III der nun obsoleten Verordnung (EWG) Nr. 2377/90), entweder mit Angabe der zulässigen Höchstmengen für Rückstände von Tierarzneimitteln in verschiedenen essbaren Geweben (Fleisch, Innereien, Fett) und Produkten wie Milch, Honig und Eiern, oder aber ohne Festsetzung einer Rückstandmengenbegrenzung, wenn von den entsprechenden Stoffen nach gegenwärtigem Kenntnisstand keine Gesundheitsgefährdung ausgeht.
Die zweite Tabelle enthält alle verbotenen Stoffe (ehemals Anhang IV der nun obsoleten Verordnung (EWG) Nr. 2377/90). Verboten sind solche Stoffe, bei denen selbst in geringster Konzentration von einer Schädigung der menschlichen Gesundheit ausgegangen wird. Die Anwendung dieser Arzneistoffe ist daher bei Lebensmittel-liefernden Tieren in der Europäischen Union generell verboten. Zu diesen Wirkstoffen gehören Zubereitungen aus Pfeifenblumen, Chloramphenicol, Chlorpromazin, Colchicin, Dapson, Dimetridazol, Metronidazol, Nitrofurane und Ronidazol.